# Turbamento
Pour plus de détails, voir Fiche technique et Distribution.
Turbamento (traduction littérale « Trouble / Émoi ») est un film dramatique italien réalisé par Guido Brignone, sorti en 1942.
Tourné aux studios de Cinecittà à Rome, le film a pour principaux interprètes Renzo Ricci, Mariella Lotti et Luisella Beghi. Les décors ont été conçus par le directeur artistique Guido Fiorini (it).

## Synopsis
Le marquis Ippolito, un homme plutôt mûr, séparé de sa femme, habitué à une vie libre, retourne après de nombreuses années dans sa villa de campagne, dirigée par un ami d'enfance. C'est là qu'il rencontre Silvia, la jeune fille de l'ami qui tombe amoureuse du marquis au point de lui demander de l'épouser malgré la différence d'âge. Ippolito est troublé par la révélation et essaie de dissuader la jeune fille, mais finalement, il parvient à obtenir la permission de son père pour le mariage.
Alors que les préparatifs battent leur plein, ses trois enfants, qui ont vécu en internat  arrivent et fraternisent immédiatement avec la future mariée qui a le même âge qu'eux. Lors d'une confrontation entre sa fille et sa petite amie, Ippolito a un moment le sentiment de confondre les deux affections différentes, amour paternel et amour charnel, pour les deux femmes. Tourmenté par ce cauchemar et conscient de la différence d'âge, il renonce au mariage et, après s'être expliqué avec le père de Silvia, il part, promettant de consacrer désormais toute son affection à ses enfants.

## Fiche technique
- Titre : Turbamento
- Réalisation : Guido Brignone
- Scénario : Guido Cantini (it), d'après sa pièce
- Photographie : Arturo Gallea
- Montage : Ines Donarelli
- Musique : Carlo Innocenzi
- Décors : Guido Fiorini (it), Italo Tomassi (it)
- Son : Giovanni Paris
- Producteur : Carlo Borsari (it)
- Société de production : Euro International Films (it) (Consorzio EIA)
- Société de distribution : Euro International Films (it) (Consorzio EIA) (Italie)
- Pays de production :  Royaume d'Italie
- Langue : Italien
- Format : Noir et blanc — 35 mm — 1,37:1 — Son : Mono
- Genre : Film dramatique, Film sentimental
- Durée : 86 minutes (1 h 26)
- Dates de sortie :
  - Royaume d'Italie (1861-1946) : 1er mars 1942
  - Espagne franquiste : 28 mai 1943 (Barcelone)

## Distribution
- Renzo Ricci : Marchese Ippolito
- Mariella Lotti : Silvia
- Luisella Beghi : Adriana
- Sergio Tofano : Antonio, père de Silvia
- Elvira Betrone : Bice, mère de Silvia
- Giuseppe Rinaldi : Saverio, le musicien
- Aroldo Tieri : Aurelio
- Pino Locchi : Giovanni
- Tina Lattanzi : La contessa di Greve
- Claudio Ermelli (it)
- Rita Livesi
- Giuseppe Pierozzi (it)